# Panteón (novela)
Panteón es una novela dentro de la temática de space opera y ciencia ficción militar, ganadora del décimo Premio Minotauro en 2013. Está escrita por Carlos Sisí y fue presentada a concurso bajo el seudónimo de Alicia Sotomonte.
Carlos Sisí Cavia, es principalmente conocido dentro de la temática zombi, por la trilogía de Los Caminantes y un relato corto, La regla número siete, publicado en una antología titulada Para mi tu carne, también ha publicado Eden interrumpido y La hora del mar. Además, dirige Wazertown Works, una empresa de venta de software por correo y una revista digital en línea.

## Argumento
En el futuro lejano de Panteón, la raza humana se ha expandido por toda la galaxia. Pese a ello, la guerra entre naciones, corporaciones y organizaciones mercenarias es constante. La potencia hegemónica de la época es conocida como, La Colonia, inicialmente un asentamiento científico, elusiva y proclive al pacifismo, no interviene en los conflictos, no directamente, ya que sin embargo, considera a la guerra como un algo inherente a la raza humana y ejerce su influencia, tanto para alimentar los conflictos, como para restringir la destrucción sin sentido. Para ello, utilizan la proliferación de nuevas tecnologías que eliminan las carreras armamentísticas rivales y mantienen el statu quo galáctico a su favor.
La organización política de La Colonia, no es perfecta y en algunas ocasiones pueden darse casos de corrupción dentro del sistema. Un inspector anticorrupción cree haber destapado uno de esos casos y encomienda a la oficial de Seguridad Exterior, Maralda Tardes, una misión secreta de reconocimiento sobre un conflicto armado que se mantiene en una región estéril de la galaxia.
El enfrentamiento, está encabezado por Jebediah Dain, un cyborg de última generación al mando de los sarlab, una horda de mercenarios, conocidos por su despiadado comportamiento en combate. Jebediah, es uno de los pocos señores de la guerra conscientes de la arena de combate en que La Colonia les ha encerrado a todos y bajo la apariencia de un conflicto armado más, esconde su verdadero objetivo, un planeta desolado y sin ningún valor aparente.
Es justamente en ese lugar, donde los verdaderos protagonistas de la trama, Ferdinard y Malhereux, a bordo de su nave Sally, esperan el momento para iniciar el saqueo de la chatarra electrónica y militar del conflicto. Desafortunadamente su nave es destruida, logrando ambos, escapar con vida de milagro. Desprovistos de vehículos de despegue y en un planeta desolado, no les queda más opción, que abrirse paso hacia el interior de este. En su camino, encuentran una construcción subterránea llena de misteriosas inscripciones y tecnologías que jamás han sido vistas por civilización alguna. A partir de entonces, se desencadenaran una serie de situaciones que producirán el primer contacto de la humanidad, con una civilización alienígena.

## Influencias
El autor reconoció en una entrevista tomar algunos personajes como referencia. Tal es el caso de Darth Vader para Jebediah Dain, aunque posteriormente reconoció que el General Grievous fuera inconscientemente una influencia más acertada. En el caso de Maralda Tardes, se basó en el carácter de Mafalda con algunos sesgos de Jessica Atreides. Ferdinard y Malhereux fueron influidos por la relación existente entre los presentadores del reality show Cazadores de tesoros. Finalmente La Colonia, no tuvo como origen La Fundación de Asimov, sino de La Comuna, de los cómics de Dreadstar.